# Calcio alla XXX Universiade
Il torneo di calcio della XXX Universiade si è svolto a Napoli e in altri comuni della Campania, in Italia, dal 2 al 13 luglio 2019. Ai tornei maschile e femminile, hanno partecipato 12 rappresentative.

## Squadre qualificate

### Torneo maschile
| Qualificazione                        | Data              | Luogo   | Numero | Squadre qualificate                     |
| ------------------------------------- | ----------------- | ------- | ------ | --------------------------------------- |
| Paese ospitante                       | —                 | —       | 1      | Italia                                  |
| Prime cinque dell'edizione precedente | 18–29 Agosto 2017 | Taipei  | 5      | Giappone Francia Messico Uruguay Russia |
| Quote continentali                    |                   | Losanna | 4      | Ucraina Brasile Corea Sudafrica         |
| Wild card                             |                   | Napoli  | 2      | Argentina Irlanda                       |
| Totale                                | Totale            | Totale  | 12     |                                         |

### Torneo femminile
| Qualificazione                     | Data              | Luogo   | Numero | Squadre qualificate                                         |
| ---------------------------------- | ----------------- | ------- | ------ | ----------------------------------------------------------- |
| Paese ospitante                    | —                 | —       | 1      | Italia                                                      |
| Prime sei dell'edizione precedente | 17–28 Agosto 2017 | Taipei  | 6      | Brasile Giappone Russia Sudafrica Stati Uniti Corea del Sud |
| Quote continentali                 |                   | Losanna | 2      | Canada Cina                                                 |
| Wild card                          |                   | Napoli  | 3      | Corea del Nord Irlanda Messico                              |
| Totale                             | Totale            | Totale  | 12     |                                                             |

## Podi

### Uomini
| Evento                     | Oro      | Argento | Bronzo |
| Calcio maschile (dettagli) | Giappone | Brasile | Italia |

### Donne
| Evento                      | Oro            | Argento  | Bronzo |
| Calcio femminile (dettagli) | Corea del Nord | Giappone | Russia |

## Medagliere
| Posizione | Paese          |   |   |   | Totale |
| --------- | -------------- | - | - | - | ------ |
| 1         | Giappone       | 1 | 1 | 0 | 2      |
| 2         | Corea del Nord | 1 | 0 | 0 | 1      |
| 3         | Brasile        | 0 | 1 | 0 | 1      |
| 4         | Italia         | 0 | 0 | 1 | 1      |
| 4         | Russia         | 0 | 0 | 1 | 1      |
| Totale    | Totale         | 2 | 2 | 2 | 6      |